# Banque cantonale zurichoise

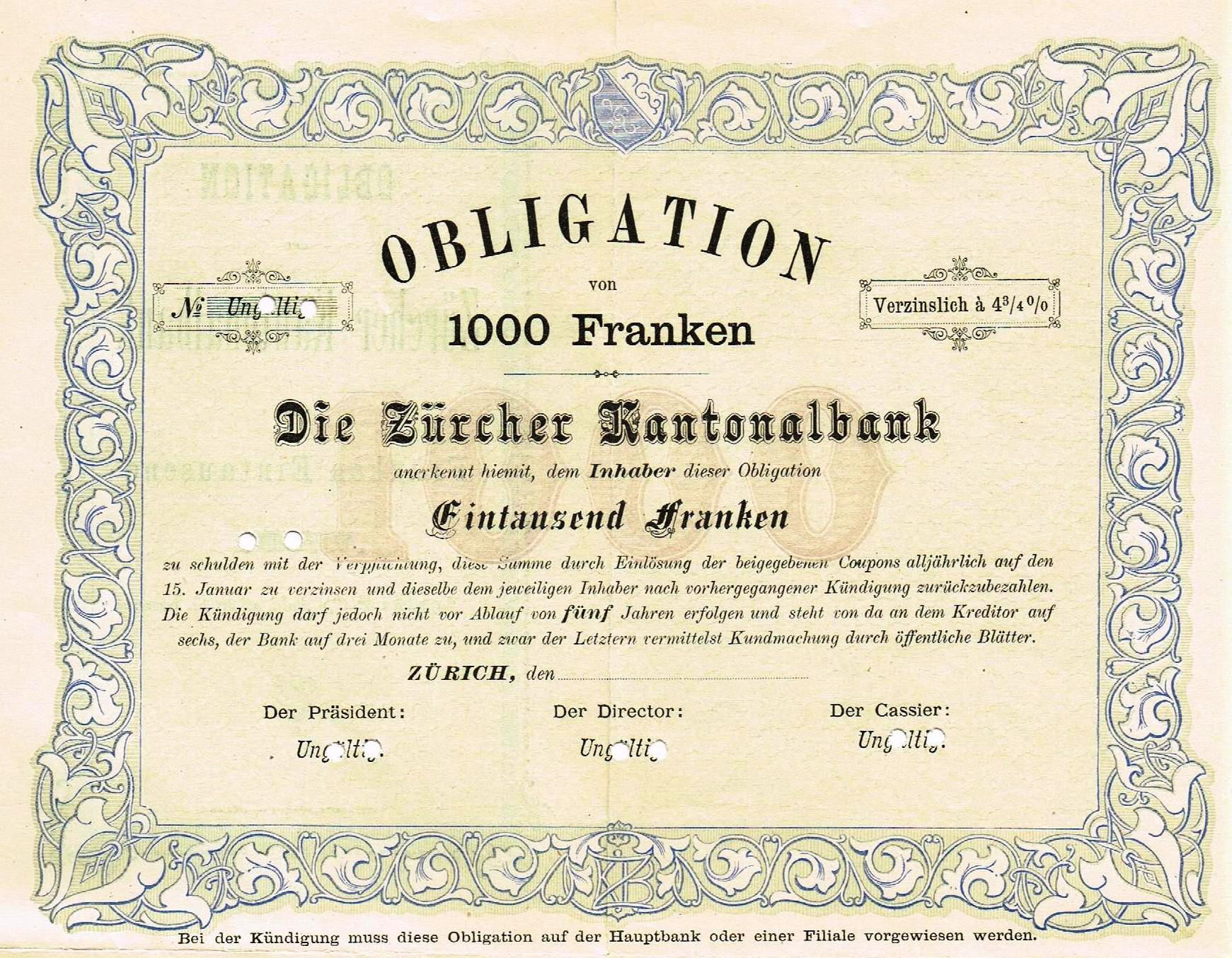
Obligation de la Banque cantonale de Zurich en date du 1879

La banque cantonale de Zurich (en allemand : Zürcher Kantonalbank ou ZKB) est la plus grande banque cantonale, la quatrième banque de Suisse et le premier fournisseur de services financiers de la région de Zurich avec un actif total en 2020 de 170 milliards de francs (157 milliards d'euros).
La ZKB en tant qu'établissement de droit public indépendant est détenue en intégralité par le canton de Zurich. Le contrôle de la banque incombe au Conseil cantonal de Zurich dont les attributions sont définies dans la loi sur les banques cantonales de Zurich.
Le canton de Zurich est responsable de tous les engagements de la ZKB si les ressources de la banque s'avèrent insuffisantes. Cette garantie cantonale agit comme une force de stabilisation du marché financier dans son ensemble notamment en période d'incertitude économique.
La banque est classée depuis 2012, 2e banque la plus sûre au monde par le Global Finance,,. Elle est l'une des cinq banques dans le monde à avoir bénéficié de la triple notation AAA et Aaa par Fitch et Moody's. Elle est la seule banque suisse notée AAA.

## Histoire
En décembre 2014, la ZKB annonce l'acquisition du gestionnaire d'actif Swisscanto, détenu par l'ensemble des banques cantonales de suisses, pour 360,3 millions de francs suisses.

## Chiffres
La banque cantonale zurichoise possède environ 80 succursales (2016).
|                                                             | 2012    | 2013    | 2014    | 2014 adapté | 2015}   | 2016    | 2017    |
| ----------------------------------------------------------- | ------- | ------- | ------- | ----------- | ------- | ------- | ------- |
| Bénéfice brut du Groupe (en Mio. CHF)                       | 856     | 877     | 735     | 607         | 664     | 752*    | 784     |
| Bénéfice annuel du groupe (en Mio. CHF)                     | 744     | 797     | 647     | 647         | 722     | 761*    | 782     |
| Dividendes versés aux cantons et aux communes (en Mio. CHF) | 744     | 369     | 280     | 280         | 326     | 351     | 363     |
| Total du bilan (en Mio. CHF)                                | 150 694 | 149 707 | 158 392 | 145 872     | 154 410 | 157 985 | 163 881 |
| Moyen propre (en Mio. CHF)                                  | 8 784   | 9 208   | 9 487   | 9 487       | 10 429  | 10 793  | 11 228  |
| Actifs des clients (en Mio. CHF)                            | 191 393 | 191 867 | 199 095 | 208 677     | 257 507 | 264 754 | 288 802 |
| Effectifs (équivalents temps plein à la fin de l'année)     | 5 068   | 4 818   | 4 844   | 4 844       | 5 179   | 5 173   | 5 117   |

- Nouvelle comptabilité 2015 ; chiffres ajustés pour l'année précédente

### Garantie de l'État
En vertu de la loi sur les banques cantonales, le canton de Zurich est responsable de tous les engagements de la Banque Cantonale de Zurich si ses fonds propres sont insuffisants. Cette garantie de l'Etat Suisse sert de stabilisateur pour la place financière zurichoise, surtout en période d'incertitude économique. La Banque Cantonale de Zurich est l'une des rares banques au monde à recevoir les meilleures notes des trois agences de notation Standard & Poor's, Moody's et Fitch.